# Distoleon wilsoni
Distoleon wilsoni is een insect uit de familie van de mierenleeuwen (Myrmeleontidae), die tot de orde netvleugeligen (Neuroptera) behoort. 
Distoleon wilsoni is voor het eerst wetenschappelijk beschreven door McLachlan in 1892.